# Lasowice Małe (Opole)
Lasowice Małe (Duits: Klein Lassowitz) is een dorp in de Poolse woiwodschap Opole. De plaats maakt deel uit van de tweetalige gemeente Lasowice Wielkie.

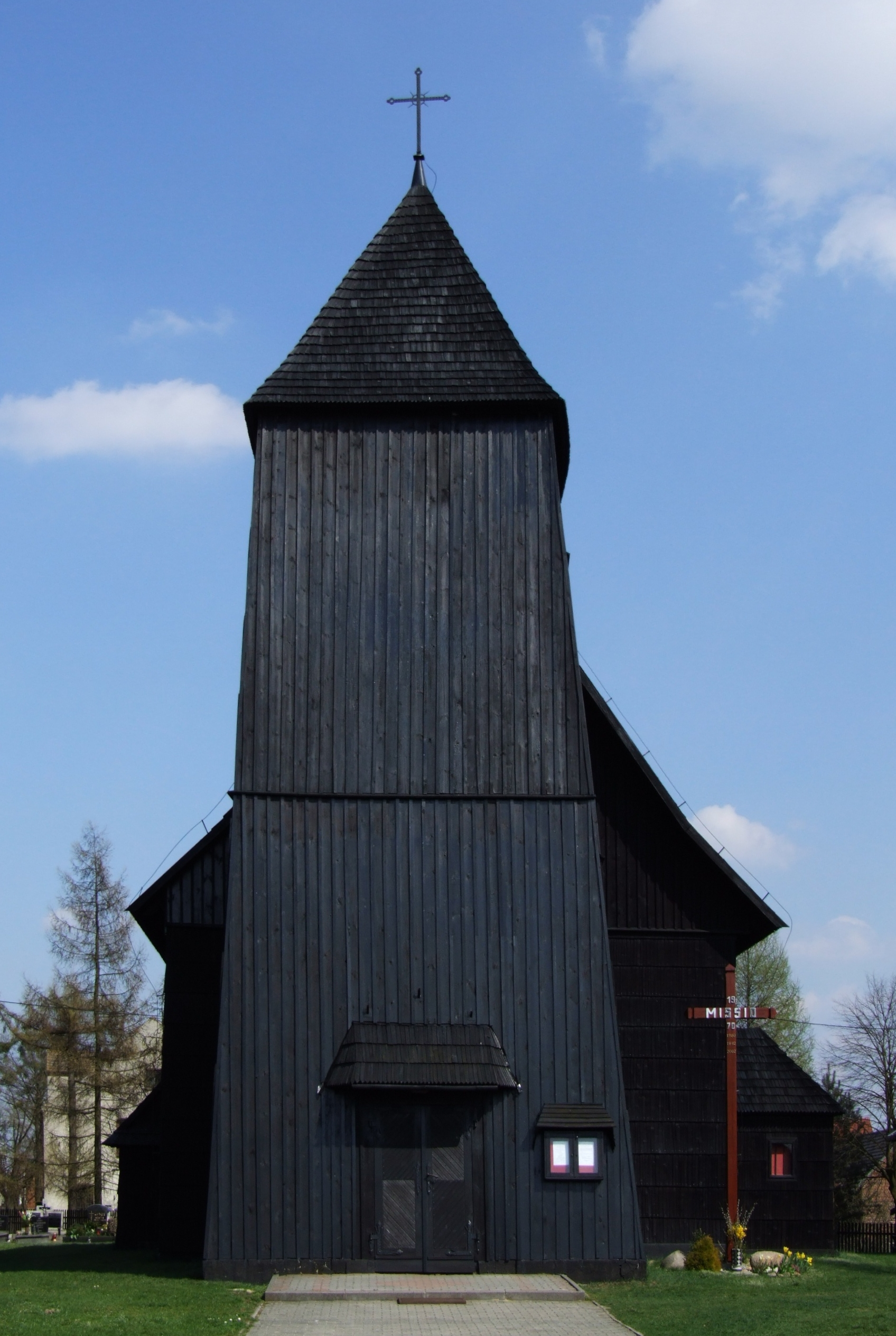
Antieke houten kerk